# プラスサイズモデル

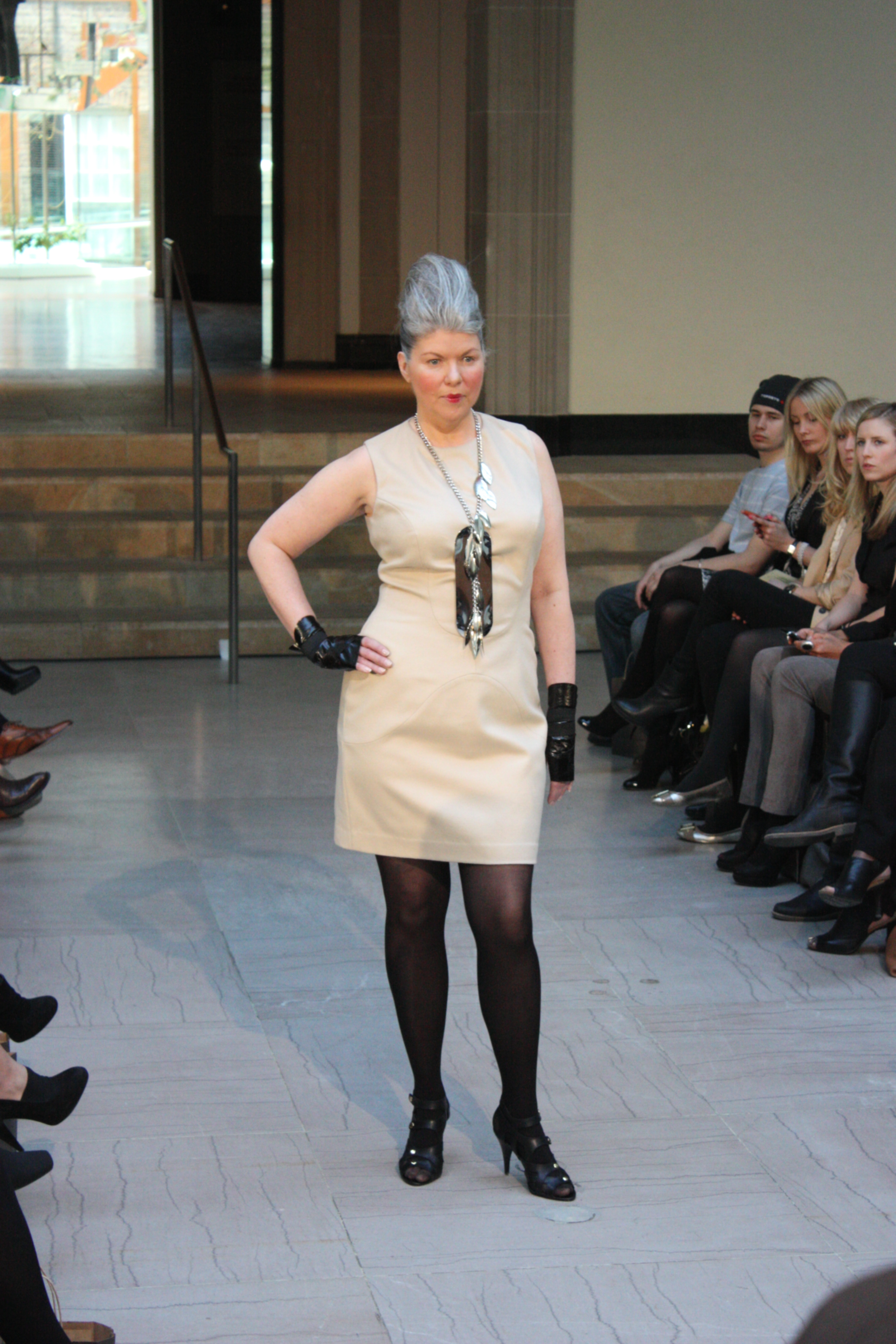
トロント・コレクションのVAWK2010年秋冬のランウェンに登場したプラスサイズモデルのケイト・ワトソン。ワトソンはベン・ベリーによって見出された。

プラスサイズモデル（Plus-size model）は、主にプラスサイズ服の着用に従事している平均より大きい身長（しばしば体重超過か肥満）のモデルに適用される用語である。プラスサイズモデルは、化粧品、家庭用品、医薬品、サングラス、履物、腕時計などのプラスサイズ衣料品の販売に厳密に関連しない仕事も行っている。従って、プラスサイズモデルは、プラスサイズ衣料品として販売されている衣服のみを着用するわけではない。これは主流ファッション雑誌に彼らが登場するときに特に当てはまる。
同義語で、プラスサイズモデルと交換可能な言葉として「フルフィギュアード・モデル（full-figured model）」、「エクステンデッドサイズ・モデル（extended-sizes model）」、「アウトサイズモデル（outsize model）」 がある。以前は、「ラージサイズモデル（large size model）」という用語も頻繁に使用されていた。

## 著名なモデル
- アレグラ・ドハーティ（Allegra Doherty）

イタリア版「GQ」の表紙にヌードで登場し、「モード誌」の表紙にも登場し、主流雑誌やハイファッション雑誌に登場した最初の、そして最年少のプラスサイズモデルの1人として壁を打ち破った人物である。彼女は中国版とイタリア版「ヴォーグ」に登場し、2005年にはスティーヴン・マイゼルの撮影によりアメリカ版「ヴォーグ」、2006年にはミシック・プロポーズズ編集によるアメリカ版「ヴォーグ」のシェイプ号に掲載された。彼女はまたジョーンズニューヨークとトミーヒルフィガーのキャンペーンに登場。ミラノとニューヨークでエレナ・ミロとラナ・ブライアントのランウェイに登場した。
- エイミー・レモンズ（英語版）

アメリカ合衆国のプラスサイズファッションモデルでモデル提唱者である。ストレートサイズのモデルとして、彼女は14歳でイタリア版「ヴォーグ」の表紙を飾り、その後、「ヴォーグ」、「ハーパーズ バザー」、「ELLE」、「Marie Claire」の表紙にも起用された。また、アバクロンビー&フィッチ、トミーヒルフィガー、カルバン・クライン、ジル・サンダー、ルイ・ヴィトンのキャンペーンにも登場した。UCLAから学位を取るために短い休暇を取った後、レモンズはモデル業界にプラスサイズモデルとして復帰し、業界の「ゼロサイズ基準」と若い女性のための健康な自尊心について語り始めた。彼女は、共同設立したモデル連盟の組織を通じて、業界の倫理基準の擁護に関わっている。
- アンゲリカ・モートン（英語版）

ストレートサイズのモデルとしてその経歴を開始し、1997年にプラスサイズモデルに転身した。彼女は1999年にインターナショナル・モデルに殿堂入りした最初のモデルである。モートンは「モード誌」の表紙に3回、1998年には2か月連続で同誌の表紙に登場した最初のモデルだった。彼女は「エッセンス」のエディトリアルにも登場した。1998年6月にランウェイデビューして以来、ラナ・ブライアントのために幾つかのショーに出演している。
- アシュリー・グラハム

ネブラスカ州リンカーン出身のフォード・モデルズを代表するプラスサイズモデルである。彼女はプラスサイズ衣料品店のラナ・ブライアントの下着モデルとして最もよく知られている。グラハムは、「ヴォーグ」、「ハーパーズ バザー」、「バスト」、「ラティーナ」などのファッション雑誌にも登場している。2010年5月31日に彼女は「ザ・トゥナイト・ショー・ウィズ・ジェイ・レノ」に出演し、編集されたコマーシャルに関する論争に対処した。彼女は、いくつかのリーバイスのキャンペーンに出演した。
- バルバラ・ブルックナー（Barbara Brickner）

ブルックナーは、15年以上に亘りプラスサイズモデルの経歴を維持してきた。彼女は「BBW誌」のモデルとしてその経歴を開始した。「モード誌」で数々の注目を集めた彼女は、特大サイズのデザイナーのためにモデルを続けた。イタリアのエレナ・ミロの2001年のカレンダーに単独で登場した。2005年には、アメリカの百貨店を通じて販売されているBBマタニティというプラスサイズの妊婦服を発売した。
- キャンディス・ハフィン（Candice Huffine）

2011年6月号のイタリア版「ヴォーグ」の表紙に、タラ・リン、ロビン・ローリーと共に起用されたことでよく知られている。彼女は、カミラ・アクランス、デイモン・ベイカー、カール・ラガーフェルド、マート・アンド・マークス、エマ・サマートン、ソルヴァ・スンツボ、マイケル・トンプソンなどの著名な写真家と共に働いた。彼女は最初にソルヴァ・スンツボ撮影による「V」に他のモデル数名と登場し、知られるようになった。
- キャリー・オーティス（英語版）

ストレートサイズのモデルとしてモデル活動を開始し、拒食症から回復した後にプラスサイズモデルに転身した。オーティスは回顧録を出版している。著名な雑誌では、2003年と2004年にフランス版「ELLE」、2001年にイタリア版「ELLE」、「グレイス」や「モード」などにプラスサイズモデルとして登場している。また、エレナ・ミロとレナ・ブライアントのランウェイにも起用されている。彼女はまだ時々モデル活動をしているが、現在は執筆業にも取り組んでおり、健康な身体イメージ、健康的なライフスタイル、人道的な原因を提唱している。オーティスは全国摂食障害協会とモデル連盟の諮問委員会の大使を務めている。また、オーストラリア版「ヴォーグ」の寄稿者でもあり、アマンダ・デ・カディネットの「ザ・カンバセーション」やハフィントンポストなどのウェイサイトのゲストブロガーも務める。

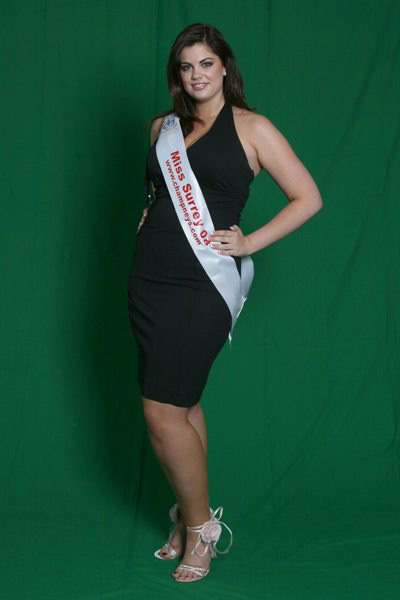
2008年のミス・サリー州に選ばれたクロエ・マーシャル

- クロエ・マーシャル

サリー州クランリー出身のイングランドのモデルである。2008年3月にミス・サリー州のタイトルを獲得した後、ミス・イングランドに出場。ミス・イングランドの決勝に進出した最初の16サイズモデルになった。
- クリスタル・レン（英語版）

彼女は拒食症に悩まされ、健康を回復した後にプラスサイズモデルになった。彼女はアメリカ、イタリア、フランス、ドイツ版の「ヴォーグ」のエディトリアル、「ELLE」の表紙、スペイン、ロシア版「ハーパーズ バザー」に登場して注目を浴び、ジャン＝ポール・ゴルチエの2006年春プレタポルテのランウェイに出演して幅広い報道を受けた。ドルチェ&ガッバーナの国際広告キャンペーンのモデルと務め、イタリア版「ELLE」の表紙を飾り、16ページに及ぶ記事が掲載された。2009年9月8日に自叙伝的な最初の本「Hungry」を出版。その後、2010年以来、彼女の体重はほぼ半減している。
- エマ（英語版）

エマは、アメリカ合衆国で広く認知された最初のプラスサイズモデルとして認められている。彼女はE!で放送された番組「Fashion Emergency」に主演したり、ほとんど主要なアメリカのテレビネットワークに登場している。彼女は、雑誌「ピープル」が選ぶ「最も美しい50人」に2回（1994年と1999年）、雑誌「グラマラス」が選ぶウーマン・オブ・ザ・イヤー（1997年）に選ばれている。1998年にレブロンのスポークモデルになり、化粧品会社と契約した最初のプラスサイズのスポークスウーマンになった。
- フェリシティー・ヘイワード（Felicity Hayward）

2001年にパブで「ポニーステップ誌」のリチャード・モーティマーによって最初にスカウトされ、ストーム・モデル・マネジメントと契約.。彼女は現在、ニューヨークのウィルヘルミーナ・モデルズ、ロンドンのミルク・マネジメントと契約している。彼女は、2012年夏号の雑誌「i-d」に掲載された。「ポニーステップ」と日本版「ヴォーグ」2012年9月号のエディトリアルにも登場している。ヘイワーズは、マイルズ・オルドリッジ、ダニエル・ジャクソン、パトリック・デマルシェリエなどの有名な写真家に協力してきた。彼女はハフィントンポストによってイギリスの「イット・ガール」と呼ばれている。最近のインタビューでは、ヘイワーズはイギリス版「ヴォーグ」によってブロンド・ボムシェルとして記述されている。「イギリスのボムシェルが上手くいってモデルシーンを征服するのは時間の問題だろう」。
- グレース・セントジョン（Grace St. John ）

地元のモデルコンテストに参加した後、2007年からモデルを開始した。彼女は現在、ミューズ・モデル・マネジメントと契約している。2011年2月にパトリック・ショーによって撮影された美容雑誌、「グラマラス誌」を含む3誌のエディトリアルに登場。2010年6月号の「ジョイア」にも掲載された。
- ヘイリー・ハッセルホフ（英語版）

2007年、14歳のときからモデル活動を行う。彼女はサイズ14であるため、プラスサイズモデルと見なされている。ウィルヘルミーナ・モデルズと契約し、2014年にはフォード・モデルズと契約した。2004年にブリティッシュ・プラスサイズ・ファッションウィークのようなショーに出演し、トライドのモデルと務めた。また、パリのパルプ・ファッションウィークの大使に任命された。
- ヘイリー・モーリー（Hayley Morley）

ロンドン・コレクションでマーク・ファーストのショーに出演した。また、マーク・ファースト2010年春のキャンペーンで著名なストレートサイズのモデルアヌーク・ルペールと共に登場した。2009年に雑誌「i-D」のエディトリアルに様々な体型の女性と共に登場。さらにフランスの「Marie Claire」2010年6月号の水着特集に掲載された。

## 批判
プラスサイズのモデル業界は、プラスサイズのモデルを受け入れることで、体重管理の悪い例を提示しているとして一般的な批判を受けている。
プラスサイズのモデルより小さいサイズに関する消費者ベースの批判は、広く普及しつつある。アメリカ人女性の「平均」ドレスサイズと言われているのはサイズ14だが、プラスサイズと評されるモデルの大部分はアメリカサイズの6から12である。つまりモデルは消費者の平均サイズを反映していない。批評家は、より小さいモデルをより大きく見せるために使用される詰め物の広範な使用が、より小さいモデルが大きな服に合うのを助けていると述べている。
プラスサイズモデルは、体重を維持するために塩辛い食べ物を食べたり、顧客を満足させるためにサイズを変動させるなど、不健康な習慣に従事している。また、モデルエージェントのいくつかはモデルに対して整形手術を提案している。
ドイツのファッションデザイナーカール・ラガーフェルドや他のファッションデザイナーは、プラスサイズの商品に関連する消費者からの関心がないため、プラスサイズモデルの起用を延期していた。ラガーフェルドは「私がデザインしたのは、細身でスリムな人のためのファッション」と語り、H&Mとのサイズ16ファッションのコレボレーションデザインを出さなかった為に、批判された。
さらに、業界には人種の多様性が欠けていると批判されている。例えば、批評家はアジア人のプラスサイズモデルがほとんどいないことを指摘している。他の人々は、肌の色が濃い黒人のプラスサイズモデルがほとんどいないことに指摘している。
2015年2月、オーストラリアのモデルステファニア・フェラーリオとテレビタレントのアジェイ・ロチェスターは、モデル業界がアメリカのドレスサイズ4を上回っているモデルを表現するために、「プラスサイズ」という用語を使うことを終了させるキャンペーンを開始した。フェラーリオは、メディアのカバレッジを獲得し、ソーシャルメディアやファッション業界で、主に積極的な反応を伴って議論された「#droptheplus」ハッシュタグ付きの表題「I am a model FULL STOP」を掲載した。